# Halictus jucundus
Halictus jucundus är en biart som beskrevs av Smith 1853. Halictus jucundus ingår i släktet bandbin, och familjen vägbin. Inga underarter finns listade i Catalogue of Life.